# 金子明寛
金子 明寛（かねこ あきひろ、1955年 -）は、日本の歯学者、歯科医師。東海大学医学部外科系口腔外科教授。日本歯科薬物療法学会理事長、日本口腔感染症学会理事長。

## 経歴
1981年松本歯科大学卒業。以後、東海大学医学部口腔外科に勤務、2002年より現職。

## 著書
- 歯科におけるくすりの使い方
  - 金子, 明寛、須田, 英明、佐野, 公人 ほか 編『歯科におけるくすりの使い方 2015-2018』デンタルダイヤモンド社、2014年10月。ISBN 9784885103124。 NCID BN13181366。
  - 金子, 明寛、椎木, 一雄、天笠, 光雄 ほか 編『歯科におけるくすりの使い方 2011-2014』デンタルダイヤモンド社、2010年12月。ISBN 9784885102172。 NCID BN13181366。
  - 椎木, 一雄、天笠, 光雄、金子, 明寛 ほか 編『歯科におけるくすりの使い方 2007-2010』デンタルダイヤモンド社、2006年12月。ISBN 4885101050。 NCID BN13181366。
  - 佐々木, 次郎、柬理, 十三雄、天笠, 光雄 ほか 編『歯科におけるくすりの使い方 2003-2006』デンタルダイヤモンド社、2002年12月。ISBN 4885109035。 NCID BN13181366。
- 金子明寛 他 著、道, 健一、野間, 弘康; 工藤, 逸郎 ほか 編『口腔顎顔面外科学 総論』医歯薬出版、2000年3月。ISBN 978-4-263-45474-9。 NCID BA46670275。
- 王宝禮、鈴木邦明、李昌一、金子明寛、小方頼昌 著、可児, 徳子、眞木, 吉信、松井, 恭平 編『疾病の成り立ち及び回復過程の促進3　薬理学』監修 全国歯科衛生士教育協議会、医歯薬出版〈最新歯科衛生士教本〉、2008年3月。ISBN 978-4-263-42815-3。 NCID BA85834882。
- 金子明寛『チェアーサイドの薬のインフォームド・コンセントガイドブック : なぜこの疾患にこの処方なの?消炎鎮痛剤、抗菌薬の最新情報』デンタルダイヤモンド社、2004年3月。ISBN 4885109310。 NCID BA6672553X。
- 椎木, 一雄、大曽根, 洋、金子, 明寛 ほか 編『若い歯科医師と研修医のための口腔外科はじめましょう』監修 佐々木次郎、デンタルダイヤモンド社、2002年4月。ISBN 488510789X。 NCID BA58087540。
- 佐々木次郎、金子明寛『印象にのこった患者40人のパントモを診る』デンタルダイヤモンド社、1999年8月1日。 NCID BA44399614。

## 受賞歴
- 2010年 上田記念感染症・化学療法研究奨励基金 『Oral streptococciのニューキノロン薬剤耐性化に関する検討』に対して[3]

## 所属団体
- 日本歯科医学会
  - 日本口腔外科学会 代議員[4]
  - 日本歯科薬物療法学会 理事長[2]
  - 日本口腔感染症学会 理事長[5]
- 日本医学会
  - 日本感染症学会 評議員[6]、JAID／JSC感染症治療ガイド・ガイドライン作成委員会委員[7]
  - 日本口腔科学会 評議員[8]
  - 日本化学療法学会 評議員[9]
- 日本環境感染学会 評議員[10]
- 日本健康科学学会 常任理事[11]

| 学職                                           | 学職                                                                  | 学職                                               |
| ---------------------------------------------- | --------------------------------------------------------------------- | -------------------------------------------------- |
| 先代 三村保 第7回 2003年 鹿児島県歯科医師会館  | 口腔顔面神経機能学会大会長 第8回 2004年 神奈川県歯科医師会館          | 次代 古郷幹彦 第9回 2005年 大阪大学                |
| 先代 大浦清 第15回 2006年 大阪国際交流センター | 日本口腔感染症学会総会大会長 第16回 2007年 はまぎんホールヴィアマーレ | 次代 大西正信 第17回 2008年 神戸市産業振興センター |
| 先代 服部幸應 第26回 2010年 服部栄養専門学校   | 日本健康科学学会学術大会大会長 第27回 2011年 神奈川県歯科医師会館     | 次代 鈴木勉 第28回 2012年 星薬科大学               |